# Simon Beckett
Simon Beckett (Sheffield, 1960) is een Brits journalist en auteur.
Na het afronden van zijn studies ging Beckett lesgeven in Spanje en speelde hij in verschillende bandjes, vooraleer hij freelance-journalist werd. Hij schreef voor onder andere The Times, The Independent on Sunday, The Daily Telegraph en The Observer.
Beckett schreef in 2006 zijn eerste boek in de "David Hunter-reeks", getiteld The Chemistry of Death (in het Nederlands vertaald als De geur van Sterfelijkheid).